# Asamblea de Londres
La Asamblea de Londres (London Assembly en inglés) es un cuerpo electo de 25 miembros, parte de la Autoridad del Gran Londres, que supervisa las actividades del alcalde de Londres y tiene el poder, con una supermayoría de dos tercios, para enmendar el presupuesto anual del alcalde y rechazar el proyecto del alcalde estrategias legales. La Asamblea fue creada en 2000 y su sede se encuentra en el Ayuntamiento de Londres, en la parte sur del río Támesis, cerca del Tower Bridge. También puede investigar otras cuestiones de importancia para los londinenses (sobre todo cuestiones de transporte o medioambientales), publicar sus conclusiones y recomendaciones, así como hacer propuestas al alcalde.

## Pasadero
Aunque los poderes de la Asamblea están bastante limitados, el cuerpo se ve cada vez más como una pasadera hacia el parlamento del Reino Unido. 
Desde 2000, quince miembros de la Asamblea han sido elegidos a la Cámara de los Comunes: David Lammy, Meg Hillier, Diana Johnson y Florence Eshalomi por el Partido Laborista; Andrew Pelling, Bob Neill, Angie Bray, Bob Blackman, Eric Ollerenshaw, Victoria Borwick, James Cleverly, Kit Malthouse, Kemi Badenoch y Gareth Bacon por el Partido Conservador; y Lynne Featherstone por el Partido Liberal Demócrata. Jenny Jones, creada baronesa en 2013, primera par vitalicia del Partido Verde en la Cámara de los Lores, permaneció en la Asamblea hasta mayo de 2016. La baronesa Sally Hamwee, los barones Graham Tope y Toby Harris ya creados pares vitalicios son elegidos a la Asamblea, mientras Lynne Featherstone y Dee Doocey son elevadas como pares vitalicias después de renunciar a la Asamblea. Además, Val Shawcross, miembra de la Asamblea por Lambeth y Southwark, se presentó candidata parlamentaria laborista sin éxito por Bermondsey y Old Southwark en las elecciones generales de 2010, al igual que Navin Shah como candidato laborista sin éxito por Harrow East en las elecciones generales de 2017. También los exdiputados Andrew Dismore, Graham Tope y Richard Tracey son elegidos como miembro de la Asamblea y el ex-AM John Biggs se desempeñó alcalde elegido directamente de Tower Hamlets de 2015 a 2022.

## Composición
La Asamblea de Londres se compone de 25 miembros electos usando el sistema mixto. Las elecciones tienen lugar cada cuatro años (al mismo tiempo que las del alcalde de Londres). Hay 14 circunscripciones electorales y cada una elige a un miembro, siendo más de 11 miembros elegidos por una lista de partidos para hacer el número total de miembros de cada partido proporcional al reparto de votos para el partido en concreto entre todo el conjunto de Londres. Los partidos deben obtener al menos un 5% de votos para conseguir representación. Los miembros de la Asamblea ostentan el título postnominal de "AM".
En 2023/24, el presidente de la Asamblea de Londres es Andrew Boff. Su predecesor fue Dr. Onkar Sahota.

### Miembros de la asamblea por partidos
| Partido | Partido                    | Miembros de la Asamblea | Miembros de la Asamblea | Miembros de la Asamblea | Miembros de la Asamblea | Miembros de la Asamblea | Miembros de la Asamblea | Miembros de la Asamblea |
| Partido | Partido                    | 2000                    | 2004                    | 2008                    | 2012                    | 2016                    | 2021                    | 2024                    |
| ------- | -------------------------- | ----------------------- | ----------------------- | ----------------------- | ----------------------- | ----------------------- | ----------------------- | ----------------------- |
|         | Laborista                  | 9                       | 7                       | 8                       | 12                      | 12                      | 11                      | 11                      |
|         | Conservador                | 9                       | 9                       | 11                      | 9                       | 8                       | 9                       | 8                       |
|         | Verdes                     | 3                       | 2                       | 2                       | 2                       | 2                       | 3                       | 3                       |
|         | Liberal Demócrata          | 4                       | 5                       | 3                       | 2                       | 1                       | 2                       | 2                       |
|         | Reform UK                  | -                       | -                       | -                       | -                       | -                       | -                       | 1                       |
|         | UKIP                       | 0                       | 2                       | 0                       | 0                       | 2                       | 0                       |                         |
|         | Partido Nacional Británico | 0                       | 0                       | 1                       | 0                       | 0                       | –                       |                         |

### Constituyentes
| Circunscripción electoral | Miembro                 | Partido           |
| ------------------------- | ----------------------- | ----------------- |
| Barnet & Camden           | Anne Clarke             | Laborista         |
| Bexley & Bromley          | Thomas Frederick Turrel | Conservador       |
| Brent & Harrow            | Krupesh Hirani          | Laborista         |
| City & East               | Unmesh Desai            | Laborista         |
| Croydon & Sutton          | Neil Garratt            | Conservador       |
| Ealing & Hillingdom       | Bassam Mahfouz          | Laborista         |
| Enfield & Haringey        | Joanne McCartney        | Laborista         |
| Greenwich & Lewisham      | Len Duvall              | Laborista         |
| Havering & Redbridge      | Keith Anthony Price     | Conservador       |
| Lambeth & Southwark       | Marina Masuma Ahmad     | Laborista         |
| Merton & Wandsworth       | Leonie Alison Cooper    | Laborista         |
| North East                | Sem Moema               | Laborista         |
| South West                | Gareth David Roberts    | Liberal Demócrata |
| West Central              | James Tamuca Edwards    | Laborista         |

### Miembros de Londres en global
|  | Partido           | Miembros                                                              |
|  | ----------------- | --------------------------------------------------------------------- |
|  | Conservador       | Susan Hall, Shaun Bailey, Emma Best, Andrew Boff, Alessandro Georgiou |
|  | Verdes            | Siân Berry, Caroline Russell, Zack Polanski                           |
|  | Liberal Demócrata | Hina Bokhari                                                          |
|  | Laborista         | Elly Baker                                                            |
|  | Reform UK         | Alex Wilson                                                           |